# František Čaloun
František Čaloun (12. května 1938 – 30. října 2024) byl český fotbalový brankář.

## Fotbalová kariéra
V československé lize chytal za Spartak Plzeň. Nastoupil v 70 ligových utkáních. V nižší soutěži hrál na vojně v klubu VTJ Duklu Tachov. V brance Plzně po něm pokračoval jeho bratranec Josef Čaloun. Za Plzeň celkem v první a druhé lize nastoupil ve 260 utkáních.

## Ligová bilance
| Ročník                                     | Zápasy | Góly | Klub        |
| ------------------------------------------ | ------ | ---- | ----------- |
| 1. československá fotbalová liga 1961/1962 | 26     | 0    | Škoda Plzeň |
| 1. československá fotbalová liga 1962/1963 | 20     | 0    | Škoda Plzeň |
| 1. československá fotbalová liga 1967/1968 | 22     | 0    | Škoda Plzeň |
| CELKEM 1. liga                             | 70     | 0    |             |